# Latarnia morska Ras Nawazibu
Latarnia morska Ras Nawazibu (arab. ‏راس نواذيبو‎) – znak nawigacyjny w postaci wieży znajdujący się na  Przylądku Białym, na południe od portu w Nawazibu, na zachodnim brzegu zatoki Dachlat Nawazibu będącej częścią Oceanu Atlantyckiego.
Ośmioboczna wieża osadzona na kwadratowej podstawie ma 20 metrów wysokości. Budowla pomalowana jest na przemiennie w trzy białe i dwa czarne pasy. Światło umiejscowione 43 m n.p.m. nadaje 1 błysk co 5 sekund w kolorze białym. Zasięg światła wynosi 15 mil morskich.
Obiekt został wybudowany w 1910. Zarządza nią Port Autonome de Nouâdhibou (Autonomiczny Port Nawazibu). Obecnie nie ma możliwości zwiedzania wieży.